# اتحاد الصهاينة التقدميين
اتحاد الصهاينة التقدميين (بالإنجليزية: Union of Progressive Zionists (UPZ))‏كان عبارة عن شبكة في أمريكا الشمالية من الناشطين الطلاب اليهود الذين نظموا حول مبادئ العدالة الاجتماعية والسلام في إسرائيل وفلسطين. يوفر الاتحاد الإرشاد والتعليم والموارد للطلاب الذين يسعون إلى المساهمة في صوت تقدمي في نقاش الحرم الجامعي بشأن إسرائيل وفلسطين. اعتبارًا من يناير 2007، كان لاتحاد الصهاينة التقدميين فروع في 60 كلية وجامعة، ة في مايو 2009، انضم اتحاد الصهاينة التقدميين إلى منزمة جي ستريت وأصبح جي ستريت يو.

## التاريخ
تم إنشاء اتحاد الصهاينة التقدميين في أوائل الألفية من قبل أعضاء في سن الجامعة من منظمتي هبونيم درور وهشومير هتسعير، بدعم من ما كان يعرف آنذاك باسم التحالف العمالي الصهيوني (والآن أميينو) وما كان يعرف آنذاك باسم ميرتس الولايات المتحدة (الآن شركاء من أجل إسرائيل تقدميّة)، وهما منظمتان صهيونيتان تقدميتان للولايات المتحدة. استقطب المؤتمر الوطني الأول لاتحاد الصهاينة التقدميين، الذي عُقد في أكتوبر 2004، أكثر من 100 طالب من 40 مدرسة.
منذ تأسيسه، كانت النية المعلنة للاتحاد هي إنشاء شبكة من الناشطين الطلابيين الذين يدعمون إسرائيل ويعارضون الاحتلال الإسرائيلي للأراضي الفلسطينية ولكنهم يشعرون بالغربة من جانب المتطرفين الموالين لإسرائيل والموالين للفلسطينيين.

## الأنشطة
جلب اتحاد الصهاينة التقدميين سياسيين إسرائيليين يساريين بارزين للتحدث في حرم مدارس وجامعات أمريكا الشمالية، بما في ذلك يوسي بيلين، رئيس حزب ميرتس - ياشاد وأحد مهندسي اتفاقات أوسلو واتفاقيات جنيف؛ ويائيل ديان، نائب رئيس بلدية تل أبيب - يافا والداعية لحقوق المرأة وحقوق المثليين؛ ودانيال ليفي، المخطط الإسرائيلي الرئيسي لاتفاقيات جنيف. ومن بين المتحدثين بها فلسطينيون بارزون مثل أمجد عطا الله، المستشار القانوني الفلسطيني الأمريكي لفريق التفاوض الفلسطيني في محادثات السلام مع إسرائيل؛ ورافي دجاني، المدير التنفيذي لفريق العمل الأمريكي من أجل فلسطين.

## الجدل عن إسرائيل في الحرم الجامعي
في أواخر عام 2006 وأوائل عام 2007، أثارت أنشطة الحرم الجامعي لاتحاد الصهاينة التقدميين ضجة داخل «ائتلاف إسرائيل في الحرم الجامعي»، وهي منظمة جامعة تسعى إلى الترويج لـ«أجندة نشطة مؤيدة لإسرائيل في الحرم الجامعي» التي كان اتحاد الصهاينة التقدميين عضوا فيها [لا تزال جي ستريت يو التي خلفت الاتحاد، تعمل مع مع هذا الائتلاف]. انتقد بعض أعضاء الائتلاف الأكثر تحفظًا، مثل الكونجرس الأمريكي اليهودي وجماعة المنظمة الصهيونية الأمريكية (زوا) اليمينية الصغيرة اتحاد الصهاينة التقدميين؛ لرعاية الخطب التي يلقيها أعضاء منظمة كسر الصمت الإسرائيلية، من الجنود السابقين الذين يتحدثون علنا ضد انتهاكات حقوق الإنسان التي شهدها احتلال اسرائيل للضفة الغربية وقطاع غزة.
في ديسمبر 2006، دعت زوا ائتلاف إسرائيل في الحرم الجامعي لطرد اتحاد الصهاينة التقدميين. على الرغم من أن اللجنة التوجيهية للائتلاغ صوتت 9-0 ضد الطرد في يناير 2007، إلا أن القضية أدت إلى نقاش بين المنظمات الصهيونية الكبرى. انضم الصندوق القومي اليهودي إلى زوا في مطالبة اتحاد الصهاينة التقدميين بإنهاء علاقته بمنظمة كسر الصمت (ولكن إلى استبعاده من التحالف)، كما دعمت المنظمة الصهيونية العالمية الاتحاد، كما فعلت مجموعة من 100 أكاديمي من إسرائيل. هددت الكونجرس الأمريكي اليهودي بالانسحاب من الائتلاف بدافع الاستياء من قرار السماح لاتحاد الصهاينة التقدميين بالبقاء.